# Dmitri Utkin
Dmitri Valeriévich Utkin (en ruso: Дмитрий Валерьевич Уткин; Asbest, Óblast de Sverdlosk, 11 de junio de 1970-Kuzhénkino, Óblast de Tver, 23 de agosto de 2023) fue un agente de las fuerzas especiales GRU, donde sirvió como teniente coronel. Se cree que fue uno de los fundadores del Grupo Wagner, grupo ruso de mercenarios, ya que coincide con el que se cree es su indicativo, Wagner. Utkin fue condecorado con cuatro Órdenes de Valor. Según los informes, Utkin era un neonazi. Rara vez hacía apariciones públicas, pero supuestamente era el comandante de la compañía militar privada, mientras que Yevgueni Prigozhin era su propietario y su cara pública. 
Utkin murió el 23 de agosto de 2023 cuando un avión que lo transportaba a él, a Prigozhin y a otras ocho personas se estrelló en la región de Tver, sin dejar supervivientes.

## Primeros años
Utkin nació el 11 de junio de 1970, hijo de un geólogo, en la ciudad siberiana de Asbest, Óblast de Sverdlovsk de la RSFS de Rusia, Unión Soviética. Estuvo casado con Elena Shcherbinina, pero la pareja se divorció a principios de los años 2000.
Después de graduarse de la escuela secundaria en Smoline, Utkin se mudó a Leningrado (ahora San Petersburgo) donde ingresó en la Escuela Superior de Comando de Armas Combinadas S. M. Kirov y más tarde se unió a las Fuerzas Especiales del GRU. 

## Opiniones políticas
Utkin tiene afición por el Tercer Reich, según el diario letón Meduza y se cree que es un neonazi, de acuerdo con el diario británico NationalWorld. En 2021, salieron a la luz imágenes de Utkin mostrando tatuajes de las Waffen-SS y de la Reichsadler en su cuello y pecho.  Además, varios miembros prominentes del Grupo Wagner han sido fotografiados o grabados en uniformes nazis o participando en recreaciones de acontecimientos de la Segunda Guerra Mundial.

## Carrera militar

### Rusia y el Cuerpo Eslavo
Utkin sirvió como comandante del 700.º Destacamento Especial Separado de la 2.ª Brigada Especial Separada del Directorio Principal del Alto Estado Mayor de las Fuerzas Armadas de la Federación de Rusia (GRU), colocado en Pechory, Óblast de Pskov, hasta 2013. Después de retirarse, se unió al Cuerpo Eslavo, luchando al lado de Presidente sirio Bashar al-Assad durante la guerra civil de 2013, regresó a Moscú en octubre.

### Grupo Wagner
Casi inmediatamente después de regresar a Rusia, se dice que Utkin creó su propio grupo de mercenarios. Utkin, quien supuestamente tiene una pasión por la historia del Tercer Reich; tuvo el indicativo Wagner, presuntamente en honor a Richard Wagner, músico favorito de Adolf Hitler.
Utkin y su «Grupo Wagner», así como varios veteranos del Cuerpo Eslavo fueron vistos en Crimea en febrero de 2014 y posteriormente en el Dombás, donde lucharon para los separatistas prorrusos durante la Guerra ruso-ucraniana. El sitio de noticias ruso Gazeta.ru informó que Utkin y sus hombres podrían haber estado implicados en el asesinato de varios comandantes de campo de la autoproclamada República Popular de Lugansk. El diario turco Yeni Şafak informó que Utkin posiblemente es un testaferro para la compañía, mientras que la cabeza real del Grupo Wagner es alguien más.
Fue visto en el Kremlin durante la celebración del Día de los Héroes de la Patria el 9 de diciembre de 2016. Asistió a la celebración como condecorado de cuatro Órdenes de Valor, y fue fotografiado con el Presidente de Rusia, Vladímir Putin. Dmitri Peskov, el Secretario de Prensa del Presidente ruso, admitió que Utkin estaba entre los invitados, pero no hizo comentarios sobre su conexión con los mercenarios.
RBK informó que después de completar un entrenamiento en el Krai de Krasnodar, Utkin y sus hombres regresaron a Siria en 2015. Poco después del inicio de los ataques aéreos rusos, surgieron reportes sobre muertes de mercenarios rusos que luchaban en tierra. Varias imágenes circularon en redes sociales describiendo a hombres armados rusos que murieron durante la batalla de Palmira en marzo de 2016. Sky News reportó que entre 500 y 600 mercenarios, principalmente del Grupo Wagner, fueron asesinados en Siria en 2016.
En junio de 2017, Estados Unidos impuso sanciones contra Utkin como cabeza de Grupo Wagner. En noviembre de 2017, RBK informó que Utkin había sido nombrado director ejecutivo de Consultoría y Administración Concord, compañía ligada a Yevgeny Prigozhin, oligarca cercano a Putin; se cree es la persona que financia al Grupo Wagner. Bellingcat afirma que se trata de un Dimitri Utkin diferente.
El 13 de diciembre de 2021, el Consejo de la Unión Europea impuso medidas restrictivas contra él y otros individuos relacionados con el Grupo Wagner. Utkin ha sido acusado de ser «responsable por graves abusos contra los derechos humanos, incluyendo tortura y ejecuciones extrajudiciales, sumarias o arbitrarias».
El Grupo Wagner tuvo un papel importante en la invasión rusa de Ucrania. En ese momento, se informó que Utkin era el comandante militar detrás de escena de Wagner, responsable de supervisar sus operaciones militares, mientras que Prigozhin era su propietario, financiero y rostro público.  El grupo fue la columna vertebral de las fuerzas rusas en la batalla de Bajmut. Prigozhin comenzó a criticar abiertamente al Ministerio de Defensa ruso por el mal manejo de la guerra contra Ucrania. El 23 de junio de 2023, Prigozhin lideró una rebelión tras acusar al Ministerio de Defensa de bombardear a soldados de Wagner. Las unidades de Wagner se apoderaron de la ciudad rusa de Rostov del Don, mientras que un convoy de Wagner se dirigía hacia Moscú. Se desconoce el papel de Utkin en el motín de Wagner, aunque hubo informes de que estaba en un tanque liderando el convoy de Wagner hacia Moscú.  El motín se detuvo al día siguiente cuando se llegó a un acuerdo: los amotinados de Wagner no serían procesados si elegían firmar contratos con el Ministerio de Defensa o trasladarse a Bielorrusia. 

## Sanciones
En junio de 2017, Estados Unidos impuso sanciones contra Utkin como jefe del Grupo Wagner.  En noviembre de 2017, RBK informó del nombramiento de Utkin como director ejecutivo de Concord Management and Consulting, la empresa gestora del holding de restaurantes propiedad de Yevgueni Prigozhin, quien se cree que fue el financiero del Grupo Wagner.  Sin embargo, Bellingcat dijo que se trataba de un Dmitri Utkin diferente. 
En diciembre de 2021, el Consejo de la Unión Europea impuso medidas restrictivas contra Utkin y otras personas asociadas con el Grupo Wagner. Utkin fue acusado de ser "responsable de graves abusos contra los derechos humanos cometidos por el grupo, que incluyen tortura y ejecuciones y asesinatos extrajudiciales, sumarios o arbitrarios". 

## Fallecimiento
Dmitri Utkin falleció junto con Yevgueni Prigozhin el 23 de agosto de 2023 al estrellarse el avión (un Embraer Legacy) en el que viajaba en un vuelo privado hacia la ciudad de San Petersburgo. En el avión viajaban diez personas más tres tripulantes y todos fallecieron tras el impacto.Utkin fue enterrado el 31 de agosto en el Cementerio Conmemorativo Militar Federal en el Óblast de Moscú.